# Kraljevo dansko gledališče
Kraljevo dansko gledališče (Det Kongelige Teater) je nacionalna danska ustanova za uprizoritvene umetnosti in ime, ki se uporablja za sklicevanje na njegovo staro namensko zgrajeno stavbo iz leta 1874, ki stoji na Kongens Nytorv v Københavnu. Gledališče je bilo ustanovljeno leta 1748, najprej je služilo kot gledališče za kralja, nato pa kot gledališče države. Gledališče predstavlja opero, Kraljevi danski balet, različne koncerte in dramo na več lokacijah. Organizacija Royal Danish Theatre je pod nadzorom danskega ministrstva za kulturo.

## Prizorišča uprizoritvenih umetnosti
- Stari oder je izvirno kraljevo dansko gledališče, zgrajeno leta 1874.
- Københavnska operna hiša (Operaen), zgrajena leta 2004.
- Stærekassen (Novi oder) je gledališče v slogu art deco, ki meji na glavno gledališče. Uporabljali so ga za dramske produkcije. Kraljevo gledališče ga ne uporablja več.
- Royal Danish Playhouse je prizorišče 'govorjenega gledališča' s tremi odri, slovesno odprto leta 2008.

### Glavna stavba
Stavbo Starega odra je zasnoval danski arhitekt Vilhelm Dahlerup (1836-1907). Temeljni kamen so položili v Kongens Nytorv 18. oktobra 1872, inavguracija pa je bila 15. oktobra 1874. Na tem mestu so bile že prejšnje stavbe. Avditorij sprejme 1600 obiskovalcev in ima tudi ložo za kraljevo družino. Gledališka stavba je imela samo en oder, leta 1931 je bil dozidan manjši drugi oder.
Vhod v glavno stavbo uokvirjata kipa danskih narodnih pesnikov Adama Oehlenschlägerja (1779–1850, Herman Wilhelm Bissen) in Ludviga Holberga (1684–1754, Theobald Stein), ki sta večja od naravne velikosti.

### Obdobja
Nova operna hiša je bila zgrajena leta 2005 in novo gledališče leta 2008, da bi ustvarili zadosten obseg in sodobno odrsko tehnologijo za vse kategorije. Staro gledališče (gamle scene) se še vedno uporablja predvsem za baletne in manjše operne produkcije.
- Glavna stavba iz leta 1874 (scena gamle, stari oder)
- 1931 Razširitev novega odra (Nye Scene), znanega tudi kot Stærekassen, ki se je uporabljal do leta 2008
- Od leta 1969 do 1985 je bila komedijska hiša (Comediehuset) uporabljena za eksperimentalne predstave v Ny Østergade
- 2005 Odprtje nove kraljeve opere na otoku Holmen
- Leta 2008 so v Kvæsthusbru odprli novo gledališče (Skuespilhuset).

## V popularni kulturi
Kraljevo gledališče na Kongens Nytorv je osrednja lokacija v filmu Olsen-banden iz leta 1978 The Olsen Gang Sees Red.
Kraljevo gledališče je lokacija več pomembnih prizorov v dramskem filmu The Danish Girl iz leta 2015, kjer Einar (Eddie Redmayne) začne priznavati svojo žensko plat.